# 1. Bundesliga 1970-71
La Fußball-Bundesliga 1970/71 fue la 8.ª temporada de la Bundesliga, liga de fútbol de primer nivel de Alemania Federal. Comenzó el 15 de agosto de 1970 y finalizó el 5 de junio de 1971.
El campeón fue el Borussia Mönchengladbach que cosechó 50 puntos en 34 partidos, obteniendo así su segundo título y de forma consecutiva.
Al término de la temporada se produjo el estallido del escándalo de la Bundesliga de 1971, que implicó a varios equipos en el pago de sobornos para evitar el descenso.

## Equipos participantes
| Equipo                   | Ciudad             | Estadio                          | Capacidad |
| ------------------------ | ------------------ | -------------------------------- | --------- |
| Arminia Bielefeld        | Bielefeld          | Stadion Alm                      | 32.000    |
| Bayern de Múnich         | Múnich             | Stadion an der Grünwalder Straße | 44.300    |
| Borussia Dortmund        | Dortmund           | Rote Erde                        | 30.000    |
| Borussia Mönchengladbach | Mönchengladbach    | Bökelbergstadion                 | 34.500    |
| FC Colonia               | Colonia            | Müngersdorfer Stadion            | 76.000    |
| MSV Duisburgo            | Duisburgo          | Wedaustadion                     | 38.500    |
| Eintracht Braunschweig   | Braunschweig       | Eintracht-Stadion                | 38.000    |
| Eintracht Frankfurt      | Frankfurt del Main | Waldstadion                      | 87.000    |
| Hamburgo SV              | Hamburgo           | Volksparkstadion                 | 80.000    |
| Hannover 96              | Hannover           | Niedersachsenstadion             | 86.000    |
| Hertha Berlín            | Berlín             | Olympiastadion                   | 100.000   |
| 1. FC Kaiserslautern     | Kaiserslautern     | Stadion Betzenberg               | 42.000    |
| Kickers Offenbach        | Offenbach del Meno | Stadion am Bieberer Berg         | 30.000    |
| Rot-Weiss Essen          | Essen              | Georg-Melches-Stadion            | 40.000    |
| Rot-Weiß Oberhausen      | Oberhausen         | Niederrheinstadion               | 30.000    |
| FC Schalke 04            | Gelsenkirchen      | Glückauf-Kampfbahn               | 35.000    |
| VfB Stuttgart            | Stuttgart          | Neckarstadion                    | 53.000    |
| Werder Bremen            | Bremen             | Weserstadion                     | 32.000    |

### Relevos
| Pos  | Descendidos de 1. Bundesliga |
| ---- | ---------------------------- |
| 17.º | TSV 1860 Múnich              |
| 18.º | Alemannia Aachen             |

| Pos       | Ascendidos de Regionalliga |
| --------- | -------------------------- |
| 1.º Sur   | Kickers Offenbach          |
| 2.º Oeste | Arminia Bielefeld          |

## Clasificación
| Pos. | Equipo                       | Pts. | PJ | G  | E  | P  | GF | GC | Dif. | Clasificación                                                          |
| ---- | ---------------------------- | ---- | -- | -- | -- | -- | -- | -- | ---- | ---------------------------------------------------------------------- |
| 1    | Borussia Mönchengladbach (C) | 50   | 34 | 20 | 10 | 4  | 77 | 35 | +42  | Clasificado a dieciseisavos de final de la Copa de Campeones de Europa |
| 2    | Bayern de Múnich             | 48   | 34 | 19 | 10 | 5  | 74 | 36 | +38  | Clasificado a dieciseisavos de final de la Recopa de Europa            |
| 3    | Hertha Berlín                | 41   | 34 | 16 | 9  | 9  | 61 | 43 | +18  | Clasificado a Treintadosavos de final de la Copa de la UEFA            |
| 4    | Eintracht Braunschweig       | 39   | 34 | 16 | 7  | 11 | 52 | 40 | +12  | Clasificado a Treintadosavos de final de la Copa de la UEFA            |
| 5    | Hamburgo SV                  | 37   | 34 | 13 | 11 | 10 | 54 | 63 | −9   | Clasificado a Treintadosavos de final de la Copa de la UEFA            |
| 6    | FC Schalke 04                | 36   | 34 | 15 | 6  | 13 | 44 | 40 | +4   |                                                                        |
| 7    | MSV Duisburgo                | 35   | 34 | 12 | 11 | 11 | 43 | 47 | −4   |                                                                        |
| 8    | 1. FC Kaiserslautern         | 34   | 34 | 15 | 4  | 15 | 54 | 57 | −3   |                                                                        |
| 9    | Hannover 96                  | 33   | 34 | 12 | 9  | 13 | 53 | 49 | +4   |                                                                        |
| 10   | Werder Bremen                | 33   | 34 | 11 | 11 | 12 | 41 | 40 | +1   |                                                                        |
| 11   | FC Colonia                   | 33   | 34 | 11 | 11 | 12 | 46 | 56 | −10  | Clasificado a Treintadosavos de final de la Copa de la UEFA            |
| 12   | VfB Stuttgart                | 30   | 34 | 11 | 8  | 15 | 49 | 49 | 0    |                                                                        |
| 13   | Borussia Dortmund            | 29   | 34 | 10 | 9  | 15 | 54 | 60 | −6   |                                                                        |
| 14   | Arminia Bielefeld            | 29   | 34 | 12 | 5  | 17 | 34 | 53 | −19  |                                                                        |
| 15   | Eintracht Frankfurt          | 28   | 34 | 11 | 6  | 17 | 39 | 56 | −17  |                                                                        |
| 16   | Rot-Weiß Oberhausen          | 27   | 34 | 9  | 9  | 16 | 54 | 69 | −15  |                                                                        |
| 17   | Kickers Offenbach (D)        | 27   | 34 | 9  | 9  | 16 | 49 | 67 | −18  | Descenso a la Regionalliga                                             |
| 18   | Rot-Weiß Essen (D)           | 23   | 34 | 7  | 9  | 18 | 48 | 68 | −20  | Descenso a la Regionalliga                                             |

 Fuente: BDFutbol
Notas:
1. ↑  El Bayern de Múnich se clasificó para la Recopa de Europa, la plaza para la Copa de la UEFA fue cedida al FC Colonia, subcampeón de la Copa de Alemania.

|                                            |
| Campeón Borussia Mönchengladbach 2° título |

## Resultados
| Local \ Visitante        | ARM | BAY | BOD | BOM | COL | DUI | EBR | EFR | HAM | HAN | HER | KAI | KIC | RWE | RWO | SCH | STU | WER |
| ------------------------ | --- | --- | --- | --- | --- | --- | --- | --- | --- | --- | --- | --- | --- | --- | --- | --- | --- | --- |
| Arminia Bielefeld        | —   | 1–0 | 2–3 | 0–2 | 1–0 | 0–0 | 0–1 | 1–0 | 1–1 | 3–1 | 1–1 | 2–1 | 2–0 | 0–0 | 2–1 | 0–3 | 1–0 | 3–0 |
| Bayern de Múnich         | 2–0 | —   | 1–1 | 2–2 | 7–0 | 2–1 | 4–1 | 2–1 | 6–2 | 4–1 | 1–0 | 3–1 | 0–0 | 2–2 | 4–2 | 3–0 | 1–0 | 2–1 |
| Borussia Dortmund        | 3–0 | 0–0 | —   | 3–4 | 0–0 | 5–1 | 1–1 | 3–0 | 1–1 | 2–2 | 3–1 | 0–2 | 1–1 | 7–2 | 2–0 | 1–2 | 3–1 | 0–1 |
| Borussia Mönchengladbach | 0–2 | 3–1 | 3–2 | —   | 1–1 | 1–0 | 3–1 | 5–0 | 3–0 | 0–0 | 4–0 | 5–0 | 2–0 | 4–3 | 6–0 | 2–0 | 4–1 | 0–2 |
| FC Colonia               | 2–0 | 0–3 | 2–2 | 3–2 | —   | 2–1 | 3–1 | 0–0 | 3–0 | 0–1 | 3–2 | 1–2 | 4–2 | 3–2 | 2–4 | 2–0 | 2–1 | 1–1 |
| MSV Duisburgo            | 4–1 | 2–0 | 4–3 | 1–1 | 0–0 | —   | 0–0 | 3–1 | 2–2 | 3–2 | 1–0 | 1–1 | 2–2 | 1–0 | 2–2 | 1–0 | 1–0 | 3–1 |
| Eintracht Braunschweig   | 3–2 | 1–1 | 3–0 | 1–1 | 3–1 | 5–0 | —   | 2–0 | 4–1 | 0–4 | 2–1 | 2–0 | 3–0 | 1–0 | 1–1 | 3–3 | 4–0 | 1–0 |
| Eintracht Frankfurt      | 1–1 | 0–1 | 2–0 | 1–4 | 1–1 | 0–0 | 5–2 | —   | 0–0 | 2–1 | 1–3 | 3–2 | 3–0 | 3–2 | 5–0 | 1–0 | 1–0 | 0–2 |
| Hamburgo SV              | 3–2 | 1–5 | 2–1 | 2–2 | 2–0 | 2–0 | 2–1 | 3–0 | —   | 1–0 | 0–0 | 5–2 | 3–2 | 2–1 | 0–0 | 1–2 | 1–0 | 1–1 |
| Hannover 96              | 2–0 | 2–2 | 4–1 | 1–1 | 2–0 | 3–3 | 1–0 | 1–2 | 0–3 | —   | 1–1 | 2–1 | 1–1 | 3–1 | 1–2 | 3–0 | 3–0 | 0–3 |
| Hertha Berlín            | 0–1 | 3–3 | 5–2 | 4–2 | 3–2 | 3–1 | 1–0 | 6–2 | 2–0 | 0–0 | —   | 5–3 | 3–1 | 1–1 | 3–1 | 2–1 | 2–0 | 3–1 |
| 1. FC Kaiserslautern     | 3–0 | 2–1 | 1–0 | 0–1 | 0–0 | 3–0 | 0–1 | 2–0 | 2–0 | 2–1 | 2–0 | —   | 4–0 | 5–2 | 4–1 | 2–0 | 0–5 | 2–1 |
| Kickers Offenbach        | 5–0 | 1–1 | 3–0 | 1–3 | 4–1 | 2–0 | 0–2 | 0–2 | 3–3 | 1–5 | 1–0 | 2–2 | —   | 1–2 | 3–2 | 0–1 | 3–3 | 2–1 |
| Rot-Weiß Essen           | 2–1 | 3–1 | 0–1 | 1–2 | 2–0 | 1–1 | 0–1 | 2–0 | 1–3 | 2–0 | 0–3 | 4–0 | 2–3 | —   | 3–3 | 1–3 | 1–1 | 2–2 |
| Rot-Weiß Oberhausen      | 4–2 | 0–4 | 0–1 | 0–2 | 2–2 | 0–2 | 1–0 | 0–0 | 8–1 | 4–3 | 1–1 | 4–2 | 2–2 | 0–0 | —   | 4–1 | 1–2 | 3–0 |
| FC Schalke 04            | 0–1 | 1–3 | 0–0 | 0–0 | 2–2 | 1–0 | 1–0 | 4–1 | 3–1 | 3–0 | 0–1 | 2–0 | 1–2 | 4–1 | 2–0 | —   | 2–1 | 0–0 |
| VfB Stuttgart            | 1–0 | 1–1 | 6–1 | 1–1 | 1–2 | 1–0 | 1–1 | 2–1 | 3–3 | 1–2 | 1–1 | 2–0 | 1–0 | 5–1 | 2–1 | 1–1 | —   | 3–0 |
| Werder Bremen            | 4–1 | 0–1 | 3–1 | 1–1 | 1–1 | 0–2 | 2–0 | 1–0 | 2–2 | 0–0 | 0–0 | 1–1 | 3–1 | 1–1 | 2–0 | 0–1 | 3–1 | —   |

## Máximos goleadores
| Pos. | Jugador         | Equipo                   | Goles |
| ---- | --------------- | ------------------------ | ----- |
| 1    | Lothar Kobluhn  | Rot-Weiß Oberhausen      | 24    |
| 2    | Gerd Müller     | Bayern Múnich            | 22    |
| 2    | Karl-Heinz Vogt | Kaiserslautern           | 22    |
| 4    | Lorenz Horr     | Hertha BSC               | 20    |
| 4    | Herbert Laumen  | Borussia Mönchengladbach | 20    |